# Sinān
Sinān, noto anche come Mi'mār Sinān (Mi'mār, lett. "architetto", era il titolo dato all'architetto imperiale) o Mi'mār Koca Sinān (lett. "grande architetto Sinān") (Cesarea in Cappadocia, 1489 – Istanbul, 1588), è stato un architetto ottomano che fu contemporaneo di Michelangelo e Palladio.
Lavorò per i sultani Solimano I, Selim II, e Murad III, e fu, nel corso di un periodo di cinquanta anni, responsabile per la costruzione o la supervisione di tutti gli edifici più importanti dell'Impero ottomano. 
Più di trecento furono le strutture accreditate a suo nome.

## Biografia
Nato cristiano ortodosso, venne reclutato secondo la pratica del devşirme nella regione anatolica di Cesarea in Cappadocia e portato a Istanbul per la formazione militare; successivamente entrò a far parte del corpo dei giannizzeri. Partecipò alle numerose campagne militari di espansione dell'impero ottomano, in particolare nell'artiglieria e nel genio. Prese parte alle spedizioni contro Belgrado, la Siria e l'Egitto, nel 1534 divenne ufficiale. Ebbe così l'opportunità di conoscere le realizzazioni architettoniche nell'Europa mediterranea e centro-orientale e nel Vicino Oriente.
Membro della corte imperiale dal 1536, fu nominato architetto capo dell'impero (Mimarbaşı) nel 1539 dal sultano Solimano il Magnifico.  Sinān conserverà la carica anche sotto i due successori Selim II e Murad III.

## Opere

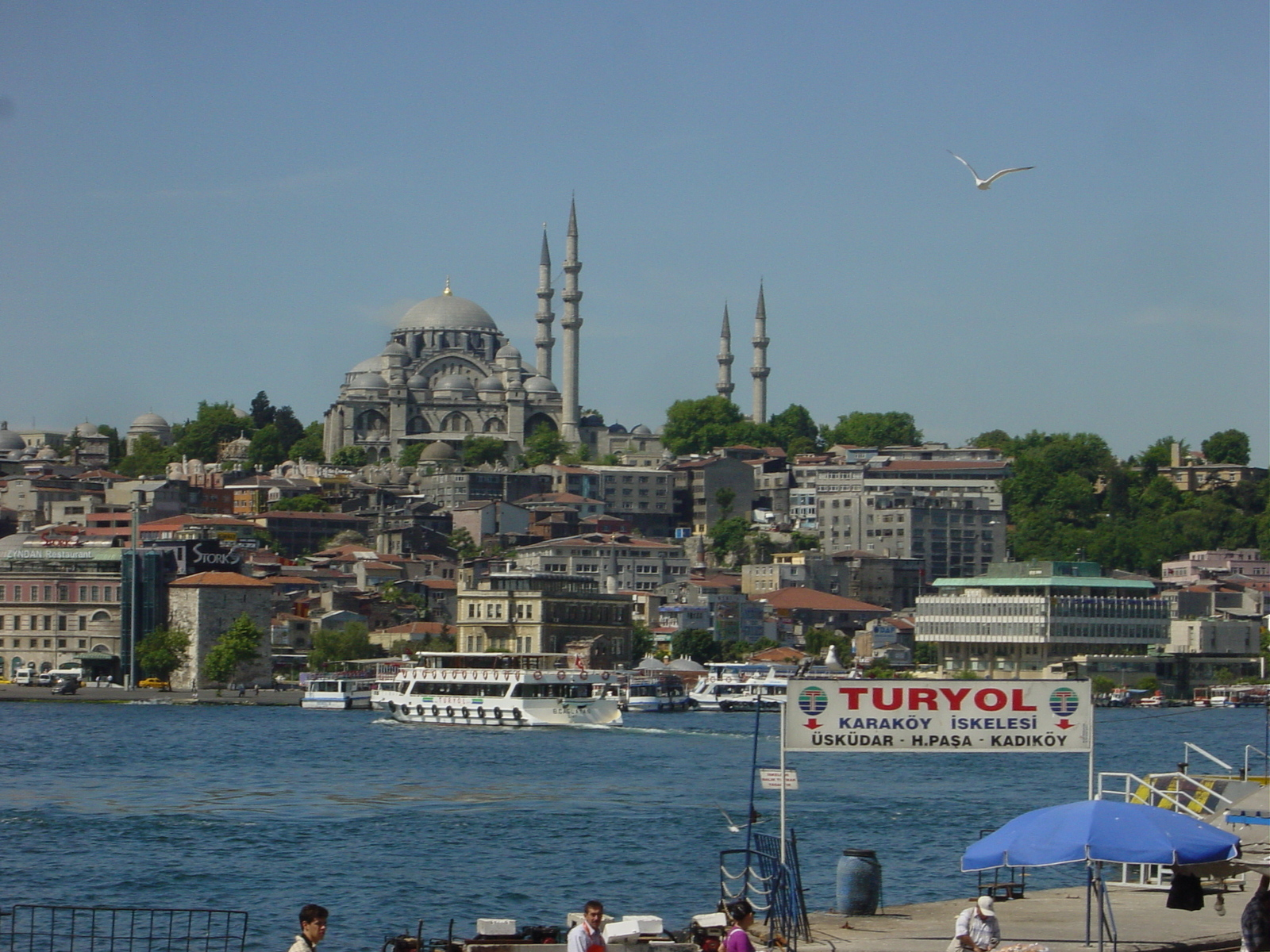
Moschea di Solimano vista dal Corno d'oro (prima della costruzione del ponte della metropolitana)

A Sinān sono attribuiti più di 300 edifici, in tutto l'impero: moschee (spesso con il relativo complesso – külliye - di edifici annessi), palazzi (saray), bagni pubblici (ḥammām), caravanserragli, mausolei (türbe), a cui vanno aggiunte altre opere di pubblica utilità come ponti ed acquedotti. Di alcune costruzioni, in particolare quelle lontane dalla regione della capitale, ha probabilmente fornito l'impostazione generale, lasciando l'esecuzione a suoi assistenti, come Davut Ağa, che alla sua morte gli succedette come architetto capo.

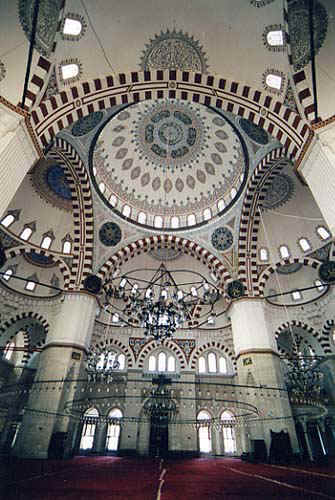
Moschea Şehzade: interno

Nel 1536-37 costruì una moschea (Hüsrev Paşa Camii) ad Aleppo; nell'anno successivo la favorita del sultano Roxelana (Haseki Hürrem) lo incaricò di edificare un külliye a Istanbul. Sempre in quel periodo partecipò ad una spedizione militare in Moldavia ed in questo contesto gli è attribuita sin da tempi antichi la costruzione della Fortezza di Tighina.
Fra i principali monumenti costruiti dopo la nomina ad architetto imperiale vanno ricordati:
- La moschea Şehzade (Şehzade Camii, 1543-48) ad Istanbul, dedicata da Solimano al figlio Mehmet, principe ereditario, morto prematuramente poco dopo l'inizio dell'edificazione della moschea. È la prima moschea sultaniale[6] progettata da Sinān e presenta aspetti fortemente innovativi. La cupola centrale è rinforzata con semi-cupole sui quattro lati. La copertura è sostenuta da quattro grandi pilastri ed è completata con quattro piccole cupole agli angoli. L'interno della sala, quasi quadrata, è particolarmente luminoso, grazie alle molteplici aperture (dalle finestre alla base delle cupole - 24 nella cupola centrale e 9 per ogni semicupola - a quelle nelle pareti) che lasciano entrare la luce. Un'innovazione furono anche le gallerie lungo le facciate laterali per nascondere i contrafforti. La moschea è preceduta da un grande cortile fiancheggiato da un porticato con cinque piccole cupole per lato, con al centro la fontana per le abluzioni, coperta da un'edicola sostenuta da otto colonne. Due minareti sono posti alle estremità del lato sul cortile. Sono opera di Sinān pure le türbe di Mehmet (1543-44) e del Gran visir Rüstem Pascià (1561) nel giardino adiacente.

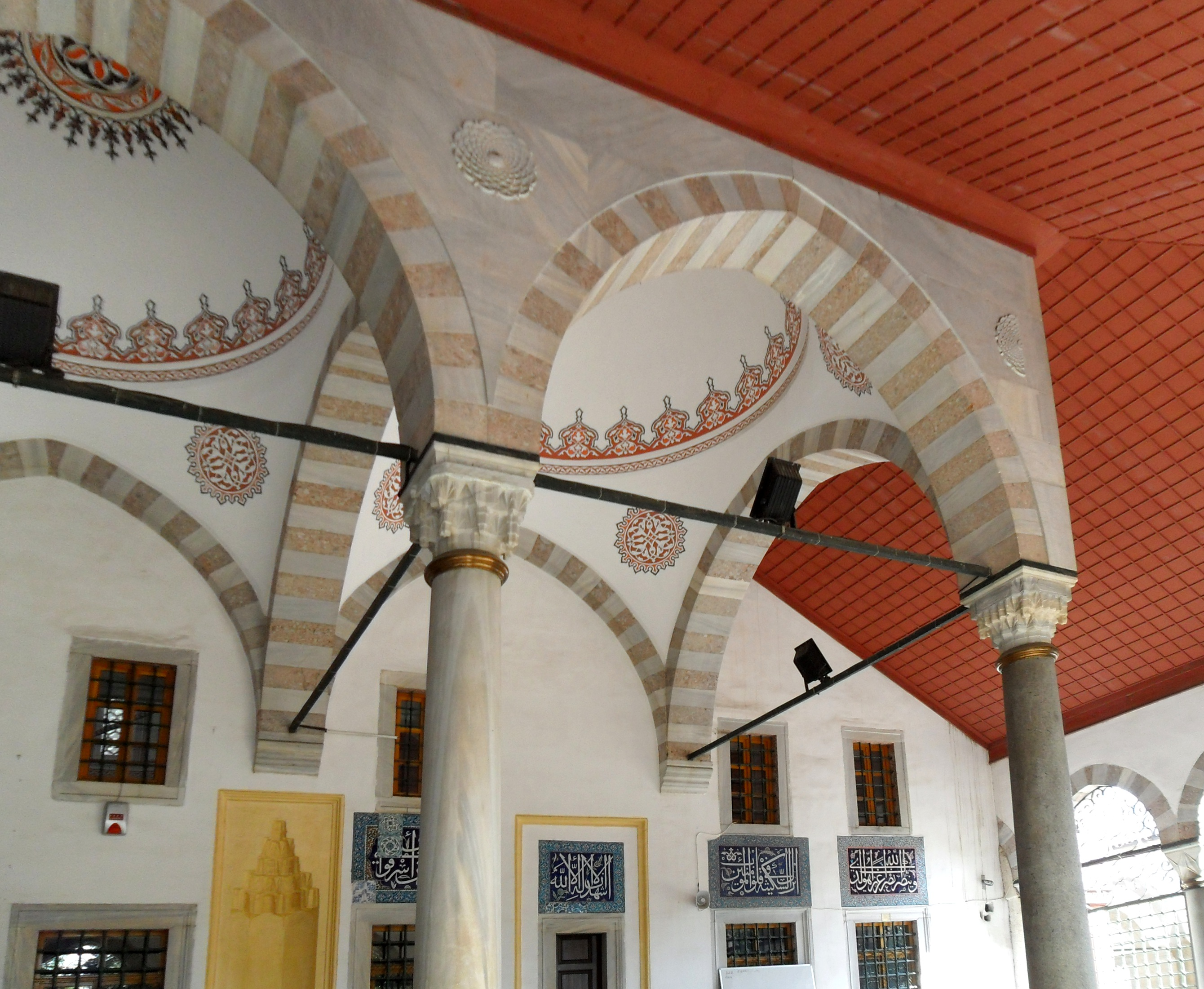
Moschea di Mirimah a Scutari

- La moschea di Solimano (Süleymaniye Camii, 1550-57) ad Istanbul, con a fianco le türbe di Solimano (1566) e Roxelana (1558). Solimano chiese che il progetto si ispirasse alla basilica di Santa Sofia (Ayasofya), a simboleggiare una continuità imperiale con Giustiniano.
- La Kara Ahmet Paşa Camii ad Istanbul (ca.1550-1565), commissionata dal Gran visir Kara Ahmet Pascià, la cui condanna a morte nel 1555 fu causa di un completamento prolungato e con dimensioni ridotte rispetto al progetto originale.
- Il Monastero di Solimano a Damasco, eretto fra il 1554 e il 1560.
- La Rüstem Paşa Camii (1560-64), per il gran visir Rüstem Pascià, marito della figlia prediletta di Solimano, Mihrimah.
- La Mihrimah Camii (chiamata anche Mihrimah Sultan Camii) ad Istanbul (ca.1560-1565), costruita per la principessa Mihrimah. Non va confusa con la moschea omonima che Sinan aveva già costruito (1540-48) a Scutari.

- La Sokollu Mehmet Paşa Camii ad Istanbul (distretto di Fatih), completata 1571-72. Sokollu Mehmet Pascià fu gran visir dal 1565 al 1579, per Solimano, Selim II e Murad III.
- Il Ponte di Mehmed Paša Sokolović, a Višegrad, completato nel 1571.
- La Azap Kapı Camii ad Istanbul (Galata), completata nel 1577.
- La moschea di Selim ad Edirne (Selimiye Camii, 1568-75), fatta costruire dal sultano Selim II. Sinān stesso ritenne questa moschea il suo capolavoro.
- La Atik Valide Camii a Scutari (1570-79), per Nurbanu, sposa di Selim II e madre di Murad III.

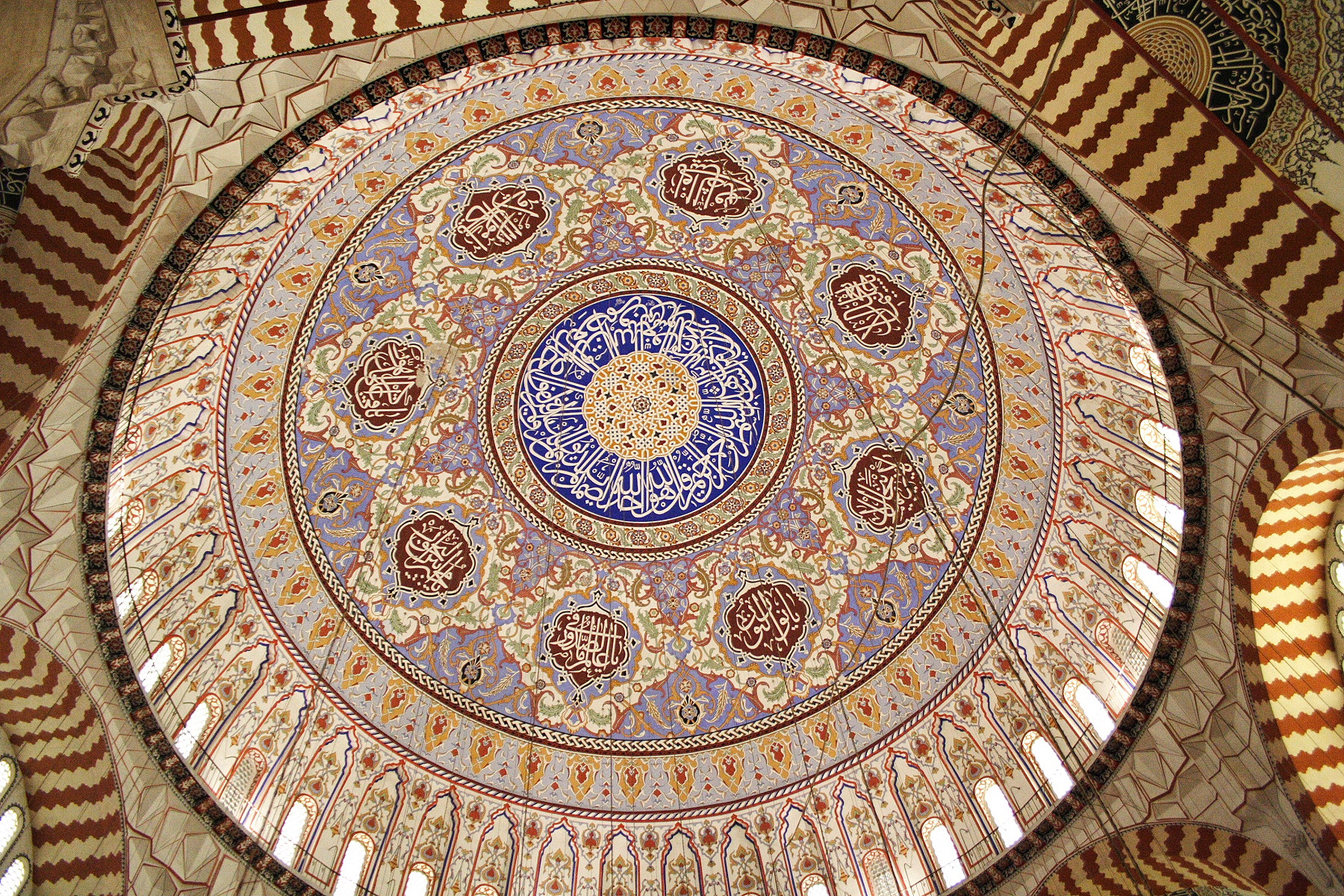
Cupola della moschea di Selim ad Edirne

Notevole fu l'opera di Sinān per l'alimentazione idrica di Istanbul. Incaricato da Solimano verso il 1550 di soddisfare le crescenti esigenze di approvvigionamento della città, sviluppò un sistema di captazione delle acque nella zona a nord di Istanbul chiamata Foresta di Belgrado, recuperando parzialmente l'antica rete romana. Le canalizzazioni del sistema idrico (denominato Kirkçesme), per circa 50 km, sono tuttora in uso. Gli acquedotti principali sono:
- L’Uzunkemer (“lungo acquedotto”), a due ordini di arcate, lungo 716 ed alto 26 metri.
- L’Eğrikemer (“acquedotto a gomito”, per via dell'ingresso a 90° ad una estremità), a tre ordini di arcate nella parte centrale alta 35 metri.
- Il Güzelce Kemer, a due ordini di arcate, lungo 170 metri.
- Il Moğlova Kemeri, a due ordini di arcate, lungo 258 metri.

Rilevante opera di Sinān è anche uno dei più antichi bagni turchi di Istanbul, il Süleymaniye Hamam, che sorge nel complesso della moschea di Solimano. Edificato nel 1557, è tutt'oggi in funzione.